# Sony DVD Architect
Sony DVD Architect é um software da Sony para autorar DVDs.
Gravador de DVD completo que garante a qualidade e facilidade de criação de seus discos de vídeo digital. O DVD Architect possui modo de autoração, o que quer dizer que você pode montar seus próprios menus, separar seus vídeos em capítulos da forma que desejar, incluir material extra, ou seja, praticamente tudo que um DVD normal possui.